# Lazy Learning
Na engenharia de inteligência artificial, a Lazy Learning (engl., Aprendizagem Preguiçosa) é um método de aprendizagem em que a generalização por detrás da informação do treino é apenas feita quando uma questão é feita ao sistema, funcionamento contrário à Eager Learning (engl., Aprendizagem Ansiosa), onde nesta última o sistema tenta fazer a generalização antes de receber os “inputs”.
A grande vantagem obtida em implementar este método, como o Raciocínio baseado em casos, é que a função alvo é aproximada localmente, tal como o algoritmo K-nn. Com esta aproximação local os sistemas com este método têm capacidade de, simultaneamente, resolver múltiplos problemas e lidar com sucessos com mudanças no domínio do problema.
As desvantagens com a aprendizagem preguiçosa são o facto de armazenar o dataset inteiro, o que necessita de grande espaço. Dados de treino com instâncias desnecessárias aumentam o número de casos base desnecessariamente, isto deve-se à falta de abstracção durante a fase de treino. Outra desvantagem é que este método é lento a na fase de avaliação, embora tenha uma fase de treino rápida.
O método de aprendizagem preguiçosa é normalmente usado para grandes conjuntos de dados com poucos atributos.